# Workers & Resources: Soviet Republic
 (novembre 2023).
Workers & Resources: Soviet Republic est un jeu vidéo de gestion développé par 3Division et édité par Hooded Horse. Le développement débute en 2017, et la sortie s'effectue le 15 mars 2019 sur la plateforme Steam en accès anticipé. 

## Système de jeu
Les joueurs s'engagent dans une planification urbaine et industrielle de différents niveaux de complexité. Les joueurs peuvent choisir d'activer ou de désactiver les besoins en chauffage et en électricité des bâtiments, les besoins en carburant des véhicules et un système éducatif complexe (les parents ne peuvent pas travailler sans école pour jeunes enfants). La construction est réalisée rapidement grâce à l'argent ou, de manière plus réaliste, grâce à l'utilisation de bureaux de construction et de ressources acquises. Les biens produits peuvent être vendus au Pacte de Varsovie (en général) ou à l'Occident, ou utilisés dans la république,.

## Développement et sortie
Workers & Resources: Soviet Republic est développé par 3Division sur la base du succès antérieur d'autres jeux similaires du genre, notamment Cities: Skylines et Transport Fever. Cependant, contrairement aux jeux cités précédemment, l'objectif de Workers & Resources: Soviet Republic est de simuler les systèmes économiques des États communistes pendant la guerre froide, le jeu se déroulant entre les années 1930 et 1990, bien qu'il n'y ait pas de limite de temps.
Le jeu sort pour la première fois en accès anticipé sur Steam le 15 mars 2019.
En février 2023, le jeu est supprimé de Steam en raison d'un retrait DMCA émis par un créateur de contenu concernant les droits sur un mode réaliste que le fan avait conçu, que 3Division avait prévu d'incorporer avec mention dans une version ultérieure du jeu,. Le problème juridique est résolu début mars 2023 et le jeu est ramené sur Steam,.

## Mods
En plus des patchs gratuits, les joueurs ont également la possibilité d'ajouter plusieurs éléments au jeu de base par le biais de mods : nouvelles cartes, nouveaux matériels, etc.
Le jeu supporte les mods provenant du Steam Workshop.

## Accueil
Le jeu reçoit des critiques majoritairement positives de la part des critiques et des joueurs lors de l'accès anticipé, bien que certains aient critiqué le manque de tutoriels du jeu au début,,.

### Traduction
- (en) Cet article est partiellement ou en totalité issu de l’article de Wikipédia en anglais intitulé « Workers & Resources: Soviet Republic » (voir la liste des auteurs).